# Tatsuya Shihira
Tatsuya Shihira (シヒラ竜也?, Shihira Tatsuya; Hakodate, 14 dicembre 1984) è un fumettista giapponese.
Fumettista della casa editrice Shūeisha, è autore di serie seinen e, per altre riviste, di opere hentai. Ha lavorato ad un adattamento manga della serie di visual novel Robotics;Notes, inoltre pubblica doujinshi con lo pseudonimo di DRAGONLAND.

## Opere
- D-D (2008)
- Sakura saku (サクラサク?) (2008)
- 13 Club (サーティーンクラブ?, Sātīn kurabu) (2008)
- Robotics;Notes Revival Legacy (ロボティクス・ノーツ リバイバル・レガシー?, Robotikusu nōtsu ribaibaru regashī) (2012)
- [Q (Q(クー)?, Q (kū)) (2014)